# Pyramidon (Orgel)
Pyramidon bezeichnet ein Orgelregister, das Mitte des 19. Jahrhunderts vereinzelt in England gebaut wurde. Es handelt sich um eine Labialstimme zu 16′ (oder 32′) im Pedal. Sie wurde erfunden von Frederick Ouseley und gebaut von B. Flight. Die Pfeifen waren trichterförmig offen, sehr weit und kurz. Der dunkle Klang ähnelte dem Bordun. Das Register gelangte allerdings über das Experimentierstadium nicht hinaus und wurde wegen der letztlich unbefriedigenden Klangeigenschaften in der Praxis nicht weiter verwendet.